# The United States vs. Billie Holiday
Estados Unidos contra Billie Holiday es una película biográfica estadounidense de 2021 sobre la cantante Billie Holiday, basada en el libro Chasing the Scream: The First and Last Days of the War on Drugs de Johann Hari. Dirigida por Lee Daniels, la película está protagonizada por Andra Day en el papel principal, junto con Trevante Rhodes, Garrett Hedlund y Natasha Lyonne.
Inicialmente programada para ser estrenada en cines por Paramount Pictures, la película se vendió a Hulu en diciembre de 2020 y se estrenó digitalmente en los Estados Unidos el 26 de febrero de 2021. La película recibió críticas mixtas de los críticos. Por su actuación, Day fue nominada en los Premios Oscar a la mejor actriz y ganó el Globo de Oro a la mejor actriz de drama.

## Sinopsis
En la década de 1940, Billie Holiday es el objetivo del gobierno en un esfuerzo por racializar la guerra contra las drogas, con el objetivo final de evitar que cante su controvertida canción "Strange Fruit".

## Producción
El desarrollo de una película biográfica de Billie Holiday se anunció en septiembre de 2019, con la dirección de Lee Daniels. El papel principal de Holiday fue interpretado por Andra Day, con Trevante Rhodes, Garrett Hedlund y Natasha Lyonne como parte del elenco. Evan Ross, Dana Gourrier y Erik LaRay Harvey se sumaron más tarde ese mes y en octubre se anunció al resto del reparto. Daniels dudaba en elegir a Day debido a su limitada experiencia en la actuación, pero se convenció después de un clip de iPhone de ella que le envió su entrenador de actuación. 
El rodaje comenzó el 6 de octubre de 2019 en Montreal.

## Lanzamiento
La película fue lanzada el 26 de febrero de 2021. En julio de 2020, Paramount Pictures adquirió los derechos de distribución. Originalmente estaba programada para ser lanzada el 12 de febrero de 2021, pero en noviembre de 2020 se trasladó dos semanas, al 26 de febrero. En diciembre de 2020, Hulu adquirió los derechos de distribución de la película en los Estados Unidos. 